# Didymodon fuscus
Didymodon fuscus là một loài Rêu trong họ Pottiaceae. Loài này được (Müll. Hal.) J.A. Jimenez & Cano mô tả khoa học đầu tiên năm 2006.